# Лашина Дача
Ла́шина Да́ча — деревня Скорняковского сельсовета Задонского района Липецкой области. Имеет одну улицу: Зеленая.

## Население
| 2010 |
| ---- |
| 1    |